# Антипова, Евгения Петровна
Евгения Петровна Антипова (19 октября 1917, Торопец, Псковская губерния — 27 января 2009, Санкт-Петербург) — советская российская художница, живописец, график, член Санкт-Петербургского Союза художников (до 1992 года — Ленинградской организации Союза художников РСФСР).

## Биография
Евгения Петровна Антипова родилась 19 октября 1917 года в городе Торопец Псковской губернии в семье железнодорожного служащего. В 1928 г. вместе с родителями переехала в Самару. Увлечение рисованием привело её в 1934 г. в изостудию П. Краснова.
В 1935 г., окончив 10 классов средней школы, Антипова приехала в Ленинград поступать на подготовительные курсы при Всероссийской Академии Художеств, но не прошла по конкурсу. Через год она была допущена к экзаменам на первый курс Института живописи, скульптуры и архитектуры, но по собственному признанию, считая себя плохо подготовленной («на экзамене нужно было написать обнажённую модель, а я никогда не писала»), держать экзамены побоялась и ограничилась экзаменом на подготовительные курсы. Экзамен выдержала, но была переведена в 5-й класс Средней художественной школы, где проучилась три года.
В 1939 г. Антипову без экзаменов приняли на первый курс живописного факультета Института живописи, скульптуры и архитектуры, где она занималась у педагогов Семёна Абугова, Петра Белоусова, Александра Зайцева, Генриха Павловского, Александра Осмёркина, Владимира Малагиса, Александра Сегала, Ивана Степашкина, Бориса Фогеля, Глеба Савинова. В том же 1939 году Евгения впервые участвовала во Всесоюзной молодёжной художественной выставке в Москве, показав эскиз своей работы «Валерий Чкалов среди молодёжи». Эскиз был напечатан в седьмом номере журнала «Юный художник» за 1939 год.
Война застала Евгению Антипову на летней практике в Закарпатье, откуда ей пришлось добираться в Ленинград с последними эшелонами. Вскоре, 28 июля 1941 года Евгения Антипова вышла замуж за Якова Лукаша, студента 4 курса монументального отделения института. Призванный в Красную Армию, он погиб на фронте в мае 1942 года.
Евгения Антипова оставалась в блокадном Ленинграде до конца февраля 1942 года. Состояла в отряде МПВО, была награждена медалью «За оборону Ленинграда». 20 февраля 1942 г. вместе с Академией художеств эвакуировалась по Дороге жизни через Ладогу из блокадного города на Большую землю, а затем в Новосибирск. Работала на торфоразработках, надомницей на фабрике, инспектором отдела по делам искусств Горисполкома, директором Дома Народного творчества. Участвовала в выставках новосибирских художников. В 1944 году была принята в члены Новосибирского отделения Союза Советских Художников.
В 1945 г. Антипова возвратилась в Ленинград и в 1950 окончила Ленинградский институт живописи, скульптуры и архитектуры имени И. Е. Репина по мастерской Б. В. Иогансона, дипломная работа — картина «А. Жданов в ленинградском Дворце Пионеров». В том же 1950 году была принята кандидатом в члены Ленинградского Союза советских художников, а в 1953 году по рекомендации Виктора Орешникова, Бориса Иогансона и Александра Зайцева была переведена из кандидатов в члены Союза Художников.

## Творчество
После окончания института в 1950—1956 годах Евгения Антипова преподаёт живопись и композицию в Ленинградском художественно—педагогическом училище на Таврической улице. Одновременно работает творчески в технике масляной живописи и акварели, пишет пейзажи, натюрморты, жанровые композиции. С 1950 года постоянно участвует в выставках, экспонируя свои работы вместе с произведениями ведущих мастеров изобразительного искусства Ленинграда. Среди её излюбленных тем — цветущий яблоневый сад, крымский пейзаж, натюрморт в интерьере и экстерьере. Среди известных произведений 1950-х и начала 1960-х годов, показанных на выставках, работы «Практические занятия» (1953), «Гурзуф утром», «Море в Гурзуфе» (обе 1954), «Натюрморт» (1957), «На даче» (1958), «Табаки» (1959), «У Петропавловской крепости» (1960), «Ирисы», «Полевой букет» (обе 1960), натюрморты «Фрукты на веранде» (1960) и «Полевые цветы» (1961), «Цветы и фрукты» (1960), «Яблоня» (1962), «Завтрак на траве» (1963), «Утренний завтрак» (1963), «Девушка в саду» (1964) и другие. Они дают представление о диапазоне возможностей и направлении творческих поисков художницы, тяготевшей к выражению своего индивидуального мироощущения в темах, не претендующих на исчерпывающий охват явлений.
Впервые широко творчество Евгении Антиповой было показано в 1967 году на совместной выставке с художником Виктором Тетериным (мужем Евгении Антиповой) и скульптором Кирой Суворовой в залах Ленинградского Союза Художников. В 1988 и 1999 годах состоялись её совместные выставки с В. Тетериным в ЛОСХ и ЦВЗ «Манеж». Антипова была участницей известных выставок «одиннадцати» (1972) и девяти (1976) ленинградских художников, а также выставки 26-ти ленинградских и московских художников (1989). В 1989—1992 годах работы Антиповой были представлены на выставках и аукционах русской живописи L' Ecole de Leningrad во Франции.
В 1960-е годы Евгения Антипова пробует себя в серии портретов. К наиболее удачным следует отнести работы «Девушка из Переславля» и «Официантка» (обе 1964). В них своеобразно проявилась утончённая культура созерцания, присущая лучшим произведениям художницы.
С конца 1960-х ведущими жанрами в творчестве Антиповой стали натюрморт в интерьере и экстерьере, а также пейзаж. Сложившийся стиль живописи отличают несколько условные рисунок и композиция, интерес к проблемам передачи колорита и световоздушной среды. В некоторых произведениях заметно влияние художника Виктора Тетерина, ученика А. А. Осмёркина. Среди наиболее известных произведений этого периода, показанных на выставках, работы «Дворик в Гавани», «Южный натюрморт» (обе 1968), «Виноградная беседка» (1968), «Окно. Настурции», «Романтический пейзаж» (обе 1968), «Оливы» (1969), «Тюльпаны на окне» (1970), «Сосны», «Окраина Васильевского острова» (обе 1973), «Натюрморт в саду. Весна» (1974), «Натюрморт с васильками и хлебом» (1975), «Балкон» (1977), «Натюрморт с красной бутылкой» (1979), «Солнечный день» (1982), «Натюрморт с испанским кувшином» (1985), «Черёмуха в цвету» (1989), «Яблоня в цвету» (1997) и другие.
В натюрмортах Евгения Антипова всё чаще предпочитает открытую композицию, помещая столик с букетом цветов или книгой в уголок сада, среди ветвей цветущей яблони или черёмухи. Лучшие её произведения этого особого лирико-синтетического жанра — например, «Полдень» (1982), «Натюрморт. Цветущая ива, каллы, нарциссы»](1984) — воспринимаются как образы совершенного мира, в котором человек обретает гармонию с окружающей природой и в своей душе. Эту главную тему своего творчества художница продолжала до конца жизни.
Скончалась 27 января 2009 года в Санкт-Петербурге на 92-м году жизни. Похоронена во Всеволожске, Ленинградская область, рядом с могилой мужа В. К. Тетерина.
Произведения Е. П. Антиповой находятся в собрании Государственного Русского музея, Государственной Третьяковской галереи, в музеях и частных собраниях в России, Франции, Германии, Италии, США и других странах.

## Выставки
- 1952 год (Ленинград): Выставка произведений ленинградских художников 1952 года.
- 1954 год (Ленинград): Весенняя выставка произведений ленинградских художников 1954 года.
- 1955 год (Ленинград): Весенняя выставка произведений ленинградских художников 1955 года.
- 1957 год (Ленинград): 1917—1957. Юбилейная выставка произведений ленинградских художников 1957 года.
- 1960 год (Ленинград): Выставка произведений ленинградских художников 1960 года в залах ЛОСХ.
- 1960 год (Ленинград): Выставка произведений ленинградских художников 1960 года в Государственном Русском музее.
- 1961 год (Ленинград): Выставка произведений ленинградских художников 1961 года.
- 1962 год (Ленинград): Осенняя выставка произведений ленинградских художников 1962 года.
- 1964 год (Ленинград): «Ленинград». Зональная выставка произведений ленинградских художников 1964 года.
- 1965 год (Ленинград): Весенняя выставка произведений ленинградских художников 1965 года.
- 1969 год (Ленинград): Весенняя выставка произведений ленинградских художников 1969 года.
- 1972 год (Ленинград): По родной стране. Выставка произведений ленинградских художников 1972 года.
- 1975 год (Ленинград): Выставка произведений художников-женщин Ленинграда 1975 года.
- 1975 год (Ленинград): Наш современник. Зональная выставка произведений ленинградских художников 1975 года.
- 1976 год (Москва): Ретроспективная выставка «Изобразительное искусство Ленинграда» 1976 года.
- 1977 год (Ленинград): Выставка произведений ленинградских художников 1977 года, посвящённая 60-летию Великого Октября.
- 1980 год (Ленинград): Зональная выставка произведений ленинградских художников 1980 года.
- 1991 год, (Париж): Выставка «Русские художники».
- 1992 год, (Париж): Выставка «Санкт-Петербургская школа».
- 1994 год (Санкт-Петербург): Выставка «Этюд в творчестве ленинградских художников 1940—1980-х годов» в Мемориальном музее Н. А. Некрасова.
- 1995 года (Санкт-Петербург): Выставка «Лирика в произведениях художников военного поколения. Живопись. Графика» в Мемориальном музее Н. А. Некрасова.
- 1997 год (Санкт-Петербург): Памяти учителя. Выставка петербургских художников — учеников мастерской А. А. Осмёркина в Мемориальном музее Н. А. Некрасова.
- 1997 год (Санкт-Петербург): Выставка «Связь времён. 1932—1997. Художники — члены Санкт-Петербургского Союза художников России» в ЦВЗ «Манеж».
- 1999 год (Санкт-Петербург): Выставка Евгении Антиповой и Виктора Тетерина в ЦВЗ «Манеж».